# Cot Mongmong
Cot Mongmong är en kulle i Indonesien.   Den ligger i provinsen Aceh, i den västra delen av landet, 1 700 km nordväst om huvudstaden Jakarta. Toppen på Cot Mongmong är 67 meter över havet.
Terrängen runt Cot Mongmong är platt. Runt Cot Mongmong är det tätbefolkat, med 297 invånare per kvadratkilometer. Närmaste större samhälle är Bireun, 8,6 km nordväst om Cot Mongmong. I omgivningarna runt Cot Mongmong växer i huvudsak städsegrön lövskog.